# Gustavo Bianchi
Gustavo Bianchi (Ferrara, 21 de agosto de 1845 - Depresión de Afar, 7 de octubre de 1884) fue un explorador italiano.

## Biografía
En 1863 ingresó en la Academia Militar de Módena, pero en 1868, debido a un grave problema ocular, tuvo que abandonar el ejército.
En 1878, viajó hacia Etiopía en la expedición de Pellegrino Matteucci organizada por la Sociedad para la Exploración Comercial en África. Permaneció en África después de la partida del resto de la expedición, viajando a las provincias etíopes de Goggiam y Shoa.  
Informado del encarcelamiento de Giovanni Chiarini, intentó liberarlo, sin resultado. Llegó hasta Lit Marefià, en Shoa, donde conoció al explorador Orazio Antinori. Bianchi relató este viaje en su obra Alla terra dei Galla, cuya publicación no se produjo hasta poco antes de su muerte. 
En 1884 intentó otra expedición, esta vez dirigida a Dancalia o Depresión del Afar, junto a Cesare Diana y Gherardo Monari, para encontrar una ruta comercial que llevara desde el puerto de Assab, en la costa oeste del Mar Rojo, al interior de Etiopía. Pero durante la noche del 6 al 7 de octubre de 1884 Bianchi, Diana y Monari fueron asesinados por los danakil.
Bianchi fue miembro correspondiente de la Sociedad Geográfica Italiana.